# Vărăști (okręg Giurgiu)
Vărăști – wieś w Rumunii, w okręgu Giurgiu, w gminie Vărăști. W 2011 roku liczyła 3908 mieszkańców.